# Toutiao
Toutiao (кит. 头条, пиньинь Tǒutíao, палл. Тоутяо, рус. букв. «Заголовки»), официально известный как Jinri Toutiao (кит. 今日头条, пиньинь Jīnrì Tóutiáo, палл. Цзиньжи Тоутяо, рус. «Сегодняшние заголовки») — китайское новостное и информационное мобильное приложение, которое рекомендует персонализированную информацию для индивидуальных пользователей на основе технологии искусственного интеллекта. Анализируя особенности контента, пользователей и их взаимодействие с контентом, модели алгоритмов Toutiao генерируют специально настроенный канал новостей для пользователей.
По состоянию на январь 2017 года, Toutiao имеет более 700 миллионов пользователей в общей сложности и 175 миллионов активных пользователей ежемесячно. Более 78 миллионов человек ежедневно пользуются Toutiao в среднем на 76 минут, в результате чего каждый день читается 1,3 миллиарда статей. Toutiao является крупнейшей в Китае мобильной платформой для создания, агрегации и распространения контента, подкрепленных техникой машинного обучения.

## История
В августе 2012 года Beijing ByteDance Technology Co., Ltd. запустила первую версию своего основного продукта Toutiao.
Содержание на платформе Toutiao происходит из разных источников. Сначала большая часть контента сканировалась из Интернета. По мере расширения более 2000 медиа-организаций в Китае начали работать на данной платформе, публикуя свой контент. На данный момент более 70% контента, потребляемого на Toutiao, создано на платформе Toutiao.
Toutiao приобрела популярное видеоприложение Flipagram, стартап, базирующийся в Лос-Анджелесе, за нераскрытую сумму в феврале 2017 года. Ожидается, что компания будет расширяться за рубежом через свой новый офис в США в ближайшие месяцы.
У Toutiao было два предыдущих раунда финансирования SIG Asia Investment и Юрия Милнера, основателя Digital SkyTechnologies (DST). В 2014 году Sequoia Capital возглавила финансирование серии C на сумму 100 миллионов долларов США при оценке в 500 миллионов долларов США, за которой следует Weibo, зарегистрированная на NASDAQ компания, предоставляющая социальные сети в Китае. По состоянию на 2017, Toutiao, как говорят, ищет новое финансирование раунда при оценке в 10 миллиардов долларов.